# Maisons-lès-Chaource
Maisons-lès-Chaource è un comune francese di 186 abitanti situato nel dipartimento dell'Aube nella regione del Grand Est. Maisons-lès-Chaource si trova al confine tra le zone umide di Champagne e gli asciutti altopiani di Tonnerre. Il villaggio si trova a 243 metri d'altitudine.

## Società

### Evoluzione demografica
Abitanti censiti